# Hardt (Neuburg an der Donau)
Hardt ist ein Gemeindeteil der Großen Kreisstadt Neuburg an der Donau im Regierungsbezirk Oberbayern.
Das Dorf liegt am Rande des Donaumooses und grenzt an den Fliegerhorst Neuburg. Hardt kam bei der Gemeindegebietsreform am 1. Januar 1978 nach Neuburg. Am 1. Januar 2009 zählte der Weiler 37 Einwohner. Von Neuburg nach Hardt ist es eine Entfernung von drei Kilometer und zum Nachbarort Altmannstetten sind es kaum eineinhalb Kilometer. Der Weiler gehört heute zur Gemarkung Feldkirchen.

## Geschichte

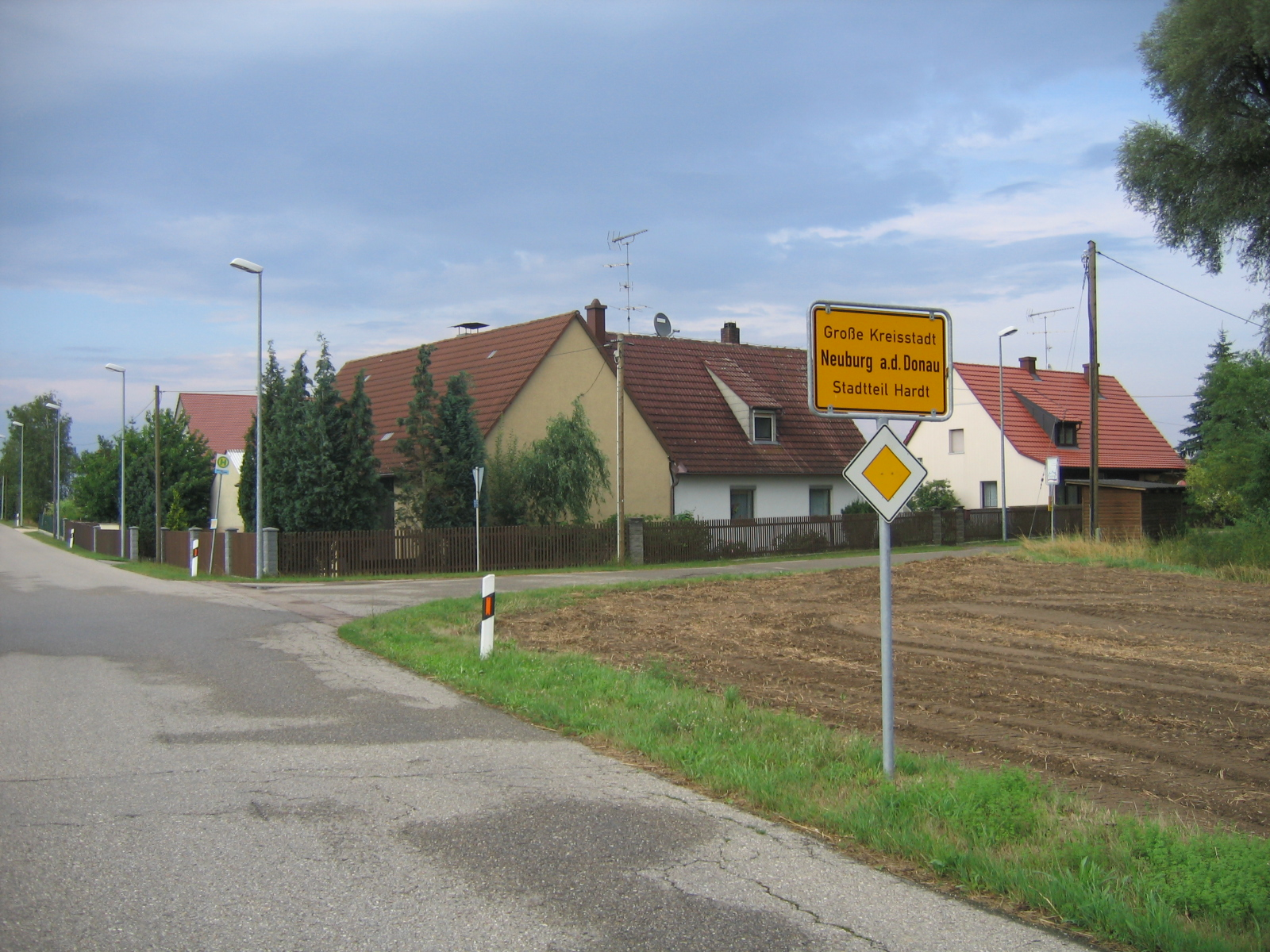
Ortsbild vom Weiler Hardt bei Neuburg

Der Ort ist heute noch fast wie ein unbeschriebenes Blatt. Im Pappenheimer Urbar, ein Güterbestandsverzeichnis, ist Hardt im Jahre 1214 erstmals erwähnt. Damals waren es bereits vier Höfe. Daran änderte sich nichts bis ins 19. Jahrhundert. Erst 1817 kauften die Pfälzer Valentin Thalheimer und Adam Schwan zwei der Gehöfte und teilten diese später. Damit kamen erstmals Protestanten in das rein katholische Hardt. Das Neuburger Kollektaneenblatt von 1853 schreibt von acht Häusern mit 42 Seelen, davon waren 20 Protestanten. Von 1850 bis 1913 gehörte der Weiler politisch zur Gemeinde Wagenhofen, dann zur Gemeinde Feldkirchen. Seit der Gebietsreform ist Hardt ein Stadtteil von Neuburg an der Donau. Bis zur Gebietsreform mussten die Kinder täglich zur Schule nach Wagenhofen laufen. Die Katholiken finden im Friedhof in Wagenhofen ihre letzte Ruhe und die Protestanten werden im nahe liegenden Altmannstetten beerdigt.
Sieben landwirtschaftliche Betriebe waren einmal der Höchststand in dem Weiler. Im Jahre 2006 waren noch drei existent und davon einer im Vollerwerb.

## Eine Kapelle als Sakralbau

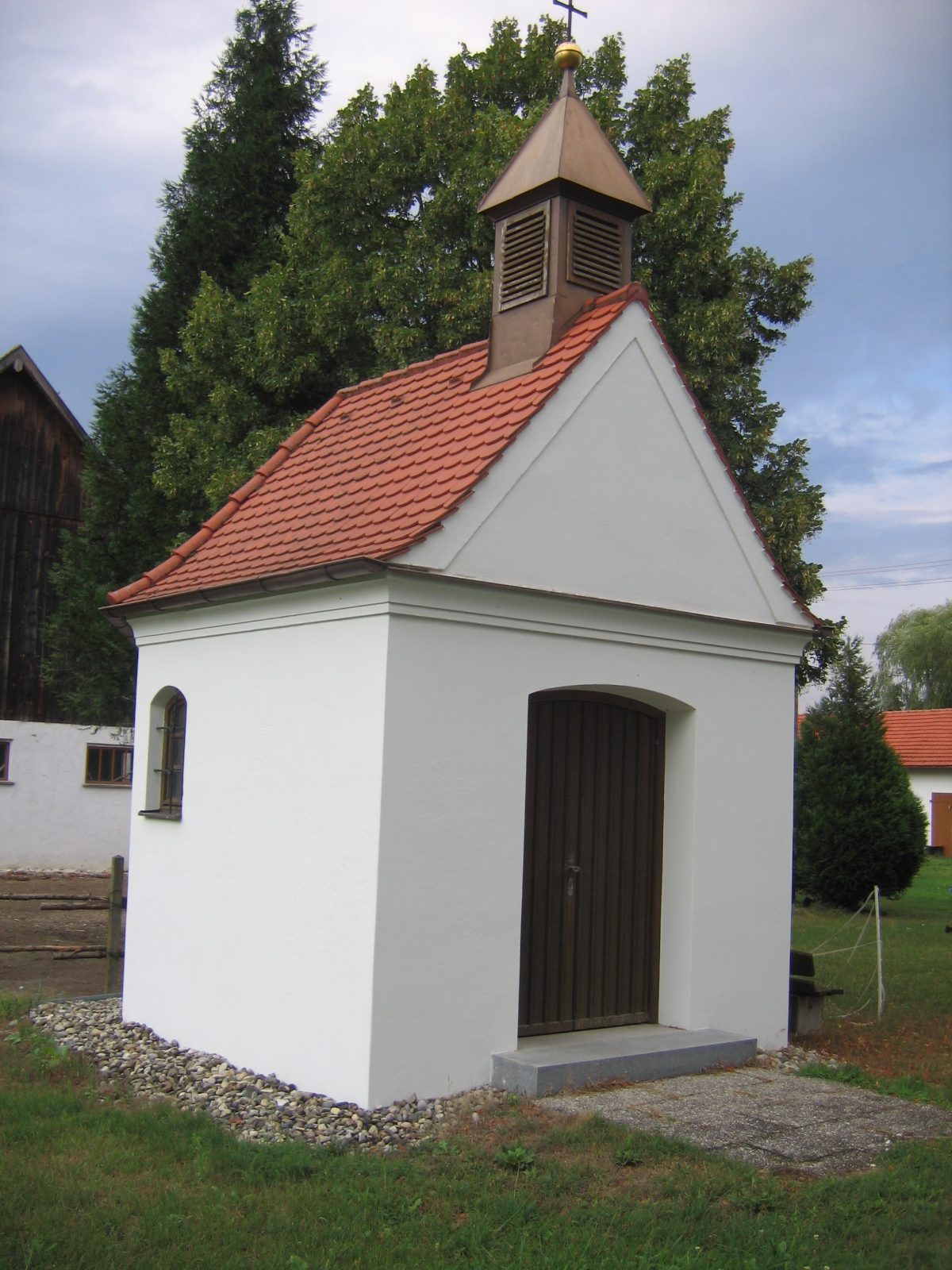
Die Kapelle von Hardt

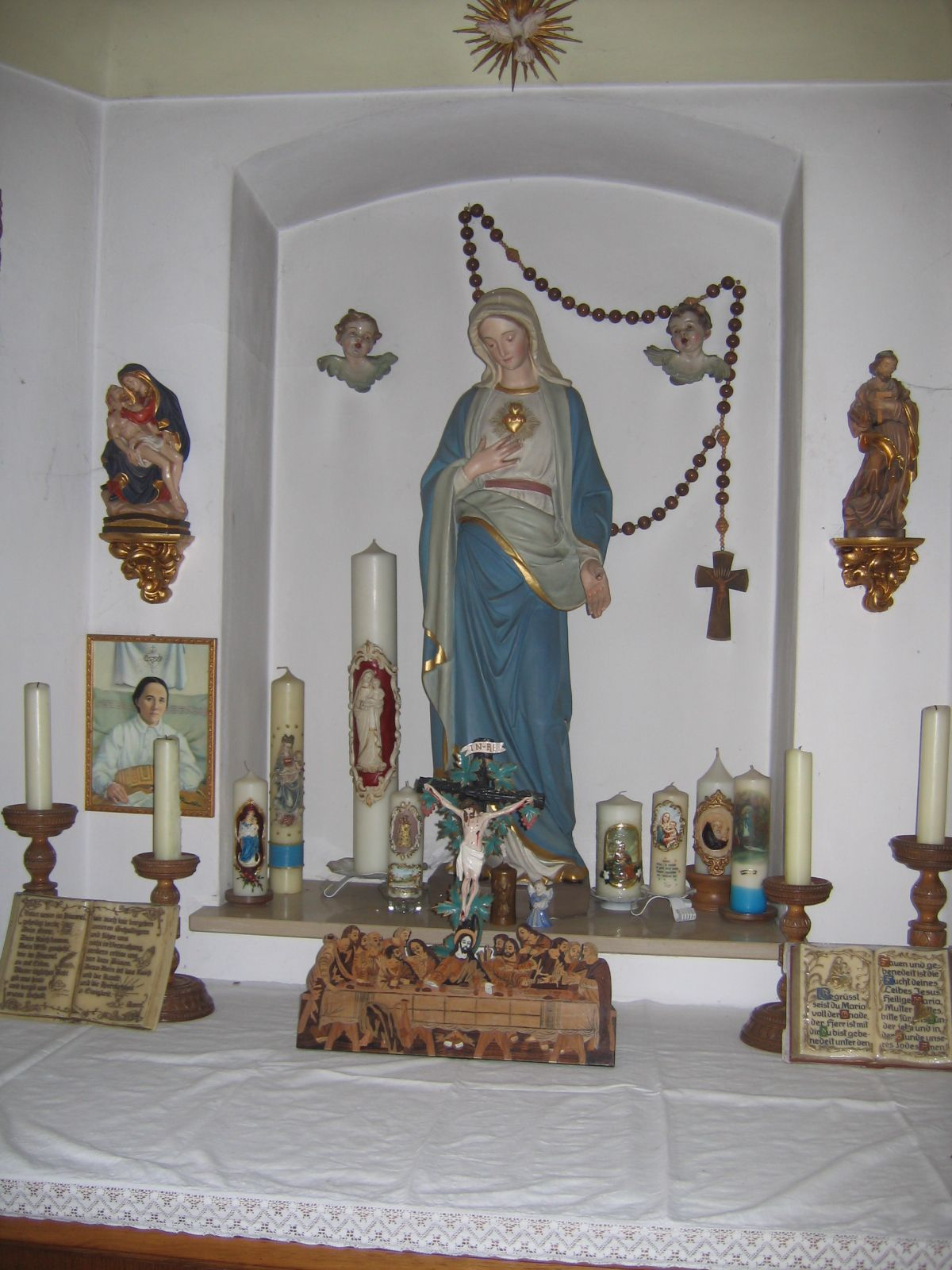
Das Innere der Kapelle

Kirchlich war Hardt der katholischen Pfarrei „Unserer Lieben Frau“ in Neuburg zugeordnet. Während der Reformationszeit wurde die Pfarrei Wagenhofen errichtet und der Weiler dorthin umgegliedert. In der Pfründestatistik der Diözese Augsburg werden 1905 für Hardt 5 Anwesen mit 22 Katholiken und 8 Altkatholiken ausgewiesen.
Es gibt keine Kirche in dem Weiler, der einzige Sakralbau ist eine Kapelle. Dort treffen sich die Katholiken von Zeit zu Zeit zum Gebet. Eine Gedenktafel erinnert an die Stifter, das Geschwisterpaar Veronika und Martin Mayr. Die Eltern wollten eigentlich schon eine Kapelle errichten, aber finanziell reichte es nicht dazu. Die Kinder erfüllten diesen Wunsch. Eine Madonna beherrscht den Innenraum, ist aber von Kerzen und Bildern umgeben. Die Madonna war ein Geschenk der Mutter der Stifter für die Pfarrei Wagenhofen. Jetzt ist sie nach Hardt zurückgekehrt.
Erbaut wurde die Kapelle im Jahre 1984. Am 6. Juni 1985, an Fronleichnam, weihte Professor Albert Lidl das Gebäude und war zugleich der Festprediger. Für die Bürger von Hardt war dies ein großer Festtag.
Der Turm der Kapelle wurde 1988 mit einem Glöcklein bestückt. Die Firma Rudolf Perner in Passau hatte das Metall gegossen und ein ungenannter Spender das Glöcklein finanziert. Pfarrer Alois Ott als zuständiger Ortsgeistlicher übernahm die kirchlichen Weiheprivilegien. Eine Funkautomatik setzt das Geläute dreimal täglich in Bewegung und erinnert die Gläubigen zum Gebet.